# Coelorachis cancellata
Coelorachis cancellata är en gräsart som först beskrevs av Henry Nicholas Ridley, och fick sitt nu gällande namn av Norman Loftus Bor. Coelorachis cancellata ingår i släktet Coelorachis, och familjen gräs. Inga underarter finns listade i Catalogue of Life.